# Balatonboglár
Balatonboglár je mesto na Madžarskem, ki upravno spada v podregijo Fonyódi Šomodske županije.